# Paracroesia
Paracroesia là một chi bướm đêm thuộc phân họ Tortricinae của họ Tortricidae.

## Các loài
- Paracroesia abievora (Issiki, in Issiki & Mutuura, 1961)
- Paracroesia picevora Liu, 1990